# Цветан Генков
Цветан Генков (болг. Цветан Генков, нар. 8 серпня 1984, Мездра) — болгарський футболіст, що грав на позиції нападника.

## Клубна кар'єра
Народився 8 серпня 1984 року в місті Мездра. Вихованець футбольної школи місцевого клубу «Локомотив» (Мездра). Дебютував у старшій команді дебютував 14 жовтня 2001 року у матчі третього дивізіону країни проти «Сітоміра». Перший гол він забив 12 травня 2002 року в матчі з «Олімпіком» (Тетевен). Це був єдиний гол, який забив Генков у сезоні 2001/02. У наступному сезоні він вже забив 14 м'ячів, що було найкращим результатом у команді. А у третьому сезоні Генков забив 24 м'ячі в лізі за клуб, що зробило його вдруге поспіль найрезультативнішим гравцем команди. Загалом протягом трьох сезонів Генков зіграв 75 матчів у всіх змаганнях і забив 40 м'ячів за клуб з рідного міста.
Протягом 2004—2007 років захищав кольори «Локомотива» (Софія) у вищому дивізіоні країни. Дебютував у столичному «Локомотив» 6 серпня 2004 року в грі проти «Літекс» (0:2). У Софії Генков зарекомендував себе як результативний форвард і допоміг своїй команді посісти четверте місце у сезоні 2005/06 роках та забезпечити місце у Кубку УЄФА 2006/07. Під час кваліфікації до цього єврокубка Генков забив чотири голи в шести матчах. У тому ж сезоні 2006/07 у чемпіонаті Генков забив 27 голів і став найкращим бомбардиром першості, а клуб дійшоі до третьої позиції та знову кваліфікувався до Кубка УЄФА 2007/08.

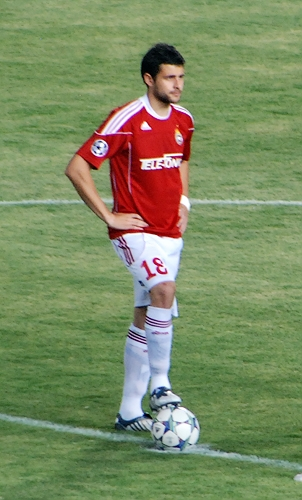
Цветан Генков під час виступів за «Віслу» (Краків). 2011 рік.

Своєю грою за останню команду привернув увагу представників тренерського штабу клубу «Динамо» (Москва), до складу якого приєднався влітку 2007 року за 2,25 мільйона євро. Втім у новому клубі він виявився не таким ефективним і за два з половиною роки забив лише 4 голи у чемпіонаті. Через це в кінці 2009 року був відданий в оренду назад софійському «Локомотиву» до грудня 2010 року, де знову став стабільно забивати — 15 голів у 26 матчах після чого 28 січня 2011 підписав контракт з польським клубом «Вісла» (Краків) терміном на 3,5 роки.
У дебютному сезоні він виграв чемпіонат Польщі і був головним бомбардиром клубу у другій частині сезону, забивши шість голів. У наступному сезоні 2011/12 він теж розпочинав як основний форвард, але 9 вересня Генков отримав травму на початку матчу ліги проти «Леха» (Познань), через яку повернувся до гри лише 15 жовтня, забивши переможний гол у домашній перемозі 3:1 над «Ягеллонією» (Білосток). В останньому матчі групового етапу Ліги Європи УЄФА Генков також забив переможний гол у матчі проти «Твенте» (2:1), завдяки чому команда вийшла до плей-оф турніру. Там 16 лютого 2012 року він наприкінці першого матчу проти «Стандарту» (Льєж) зумів зрівняти рахунок (1:1), при тому, що більшу частину матчу «Вісла» грала вдесятьох після того, як на 27-й хвилині був вилучений Міхал Чекай. Втім зігравши внічию 0:0 другий матч команда Генкова припинила виступи у турнірі. 14 квітня він забив свій перший хет-трик за «Віслу» Краків, забивши всі три голи своєї команди в домашній перемозі 3:2 над ЛКС (Лодзь) в Екстракласі. Також Генков став найкращим бомбардиром Кубка Польщі 2011/12, забивши 4 голи у 3 матчах.
У третьому сезоні результативність Цветана не була такою високою і 2013 року він повернувся на батьківщину, ставши гравцем «Левскі», підписавши трирічну угоду. 21 липня 2013 року Генков дебютував за новий клуб у гостьовій грі чемпіонату проти «Ботева» (1: 2), а перший гол забив через тиждень у домашній грі з «Локомотивом» (Пловдив). Загалом за сезон він забив 7 голів у 30 іграх в усіх турнірах, після чого відправився до Туреччини, де два сезони грав у другому дивізіоні за «Денізліспор».
У другій половині 2016 року Генков грав на батьківщині за «Локомотив» (Горішня Оряховиця), а 14 лютого 2017 року підписав угоду з казахським «Окжетпесом», по завершенні якої закінчив свою ігрову кар'єру.

## Виступи за збірну
Виступав за молодіжну збірну Болгарії, в якій провів 9 ігор, забивши три голи
17 серпня 2005 року дебютував в офіційних іграх у складі національної збірної Болгарії у товариському матчі проти Туреччини (3:1), в якому Цветан замінив Димитара Бербатова у другому таймі. Всього протягом кар'єри у національній команді, яка тривала 7 років, провів у її формі 18 матчів.

## Статистика

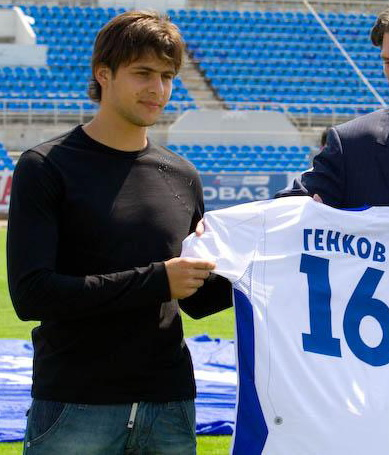
Цветан Генков на презентації у «Динамо» (Москва). 12 липня 2007 року.

### Клубна
| Клуб                          | Сезон   | Ліга            | Ліга | Ліга  | Кубок | Кубок | Кубок ліги | Кубок ліги | Єврокубки | Єврокубки | Інше | Інше  | Всього | Всього |
| Клуб                          | Сезон   | Дивізіон        | Ігор | Голів | Ігор  | Голів | Ігор       | Голів      | Ігор      | Голів     | Ігор | Голів | Ігор   | Голів  |
| ----------------------------- | ------- | --------------- | ---- | ----- | ----- | ----- | ---------- | ---------- | --------- | --------- | ---- | ----- | ------ | ------ |
| Локомотив (Мездра)            | 2001–02 | Група "В" (ІІІ) | 12   | 1     | 0     | 0     | –          | –          | –         | –         | –    | –     | 12     | 1      |
| Локомотив (Мездра)            | 2002–03 | Група "В" (ІІІ) | 30   | 14    | 3     | 1     | –          | –          | –         | –         | –    | –     | 33     | 15     |
| Локомотив (Мездра)            | 2003–04 | Група "В" (ІІІ) | 30   | 24    | 0     | 0     | –          | –          | –         | –         | –    | –     | 30     | 24     |
| Локомотив (Мездра)            | Всього  | Всього          | 72   | 39    | 3     | 1     | -          | -          | -         | -         | -    | -     | 75     | 40     |
| Локомотив (Софія)             | 2004–05 | Група "A"       | 30   | 12    | 1     | 1     | –          | –          | –         | –         | –    | –     | 31     | 13     |
| Локомотив (Софія)             | 2005–06 | Група "A"       | 27   | 11    | 1     | 0     | –          | –          | –         | –         | –    | –     | 28     | 11     |
| Локомотив (Софія)             | 2006–07 | Група "A"       | 29   | 27    | 2     | 1     | –          | –          | 6         | 4         | –    | –     | 37     | 32     |
| Локомотив (Софія)             | Всього  | Всього          | 86   | 50    | 4     | 2     | -          | -          | 6         | 4         | -    | -     | 96     | 56     |
| Динамо (Москва)               | 2007    | Прем'єр-ліга    | 9    | 0     | 1     | 1     | –          | –          | –         | –         | –    | –     | 10     | 1      |
| Динамо (Москва)               | 2008    | Прем'єр-ліга    | 23   | 4     | 2     | 0     | –          | –          | –         | –         | –    | –     | 25     | 4      |
| Динамо (Москва)               | 2009    | Прем'єр-ліга    | 5    | 0     | 2     | 0     | –          | –          | 0         | 0         | –    | –     | 7      | 0      |
| Динамо (Москва)               | Всього  | Всього          | 37   | 4     | 5     | 1     | -          | -          | 0         | 0         | -    | -     | 42     | 5      |
| Локомотив (Софія)             | 2009–10 | Група "A"       | 13   | 4     | 0     | 0     | –          | –          | –         | –         | –    | –     | 13     | 4      |
| Локомотив (Софія)             | 2010–11 | Група "A"       | 13   | 11    | 1     | 0     | –          | –          | –         | –         | –    | –     | 14     | 11     |
| Локомотив (Софія)             | Всього  | Всього          | 26   | 15    | 1     | 0     | -          | -          | -         | -         | -    | -     | 27     | 15     |
| Вісла (Краків)                | 2010–11 | Екстракляса     | 13   | 6     | 1     | 1     | –          | –          | –         | –         | –    | –     | 14     | 7      |
| Вісла (Краків)                | 2011–12 | Екстракляса     | 21   | 7     | 3     | 4     | –          | –          | 10        | 2         | –    | –     | 34     | 13     |
| Вісла (Краків)                | 2012–13 | Екстракляса     | 21   | 4     | 3     | 4     | –          | –          | –         | –         | –    | –     | 24     | 8      |
| Вісла (Краків)                | Всього  | Всього          | 55   | 17    | 7     | 9     | -          | -          | 10        | 2         | -    | -     | 72     | 28     |
| Левскі                        | 2013–14 | Група "A"       | 27   | 5     | 3     | 2     | –          | –          | –         | –         | –    | –     | 30     | 7      |
| Денізліспор                   | 2014–15 | Перша ліга (ІІ) | 25   | 11    | 0     | 0     | –          | –          | –         | –         | –    | –     | 25     | 11     |
| Денізліспор                   | 2015–16 | Перша ліга (ІІ) | 25   | 5     | 0     | 0     | –          | –          | –         | –         | –    | –     | 25     | 5      |
| Денізліспор                   | Всього  | Всього          | 50   | 16    | 0     | 0     | -          | -          | -         | -         | -    | -     | 50     | 16     |
| Локомотив (Горішня Оряховиця) | 2016–17 | Група "A"       | 9    | 0     | 0     | 0     | –          | –          | –         | –         | –    | –     | 9      | 0      |
| Окжетпес                      | 2017    | Прем'єр-ліга    | 12   | 1     | 1     | 0     | –          | –          | –         | –         | –    | –     | 13     | 1      |
| Всього                        | Всього  | Всього          | 374  | 147   | 24    | 15    | -          | -          | 16        | 6         | -    | -     | 414    | 168    |

### Збірна
| Болгарія | Болгарія | Болгарія |
| Рік      | Ігор     | Голів    |
| -------- | -------- | -------- |
| 2005     | 4        | 0        |
| 2006     | 2        | 0        |
| 2007     | 4        | 0        |
| 2008     | 1        | 0        |
| 2009     | 0        | 0        |
| 2010     | 0        | 0        |
| 2011     | 7        | 0        |
| Всього   | 18       | 0        |

## Досягнення
Командні
- Бронзовий призер чемпіонату Болгарії: 2006/07
- Бронзовий призер чемпіонату Росії: 2008
- Чемпіон Польщі: 2011/12

Особисті
- Найкращий бомбардир чемпіонату Болгарії: 2006/07
- Найкращий бомбардир Кубка Польщі: 2011/12